# بوركهارد شونكر
بوركهارد شونكر (بالألمانية: Burkhard Schwenker)‏ هو مستشار أعمال ‏ ألماني، ولد في 20 أبريل 1958 في مندن في ألمانيا.

## وصلات خارجية
- بوركهارد شونكر على موقع مونزينجر (الألمانية)